# NGC 2438
NGC 2438 è una nebulosa planetaria visibile nella costellazione della Poppa.

La nebulosa, scoperta nel 1786, è facile da individuare poiché si trova in direzione dell'ammasso aperto M46; essa si sovrappone all'ammasso, dando quasi l'impressione che vi appartenga. In realtà, la nebulosa si trova in primo piano, ad una distanza di 2900 anni luce da noi, mentre M46 dista 5400 anni luce. La stella centrale della nebulosa, la nana bianca, ha magnitudine 17,7.

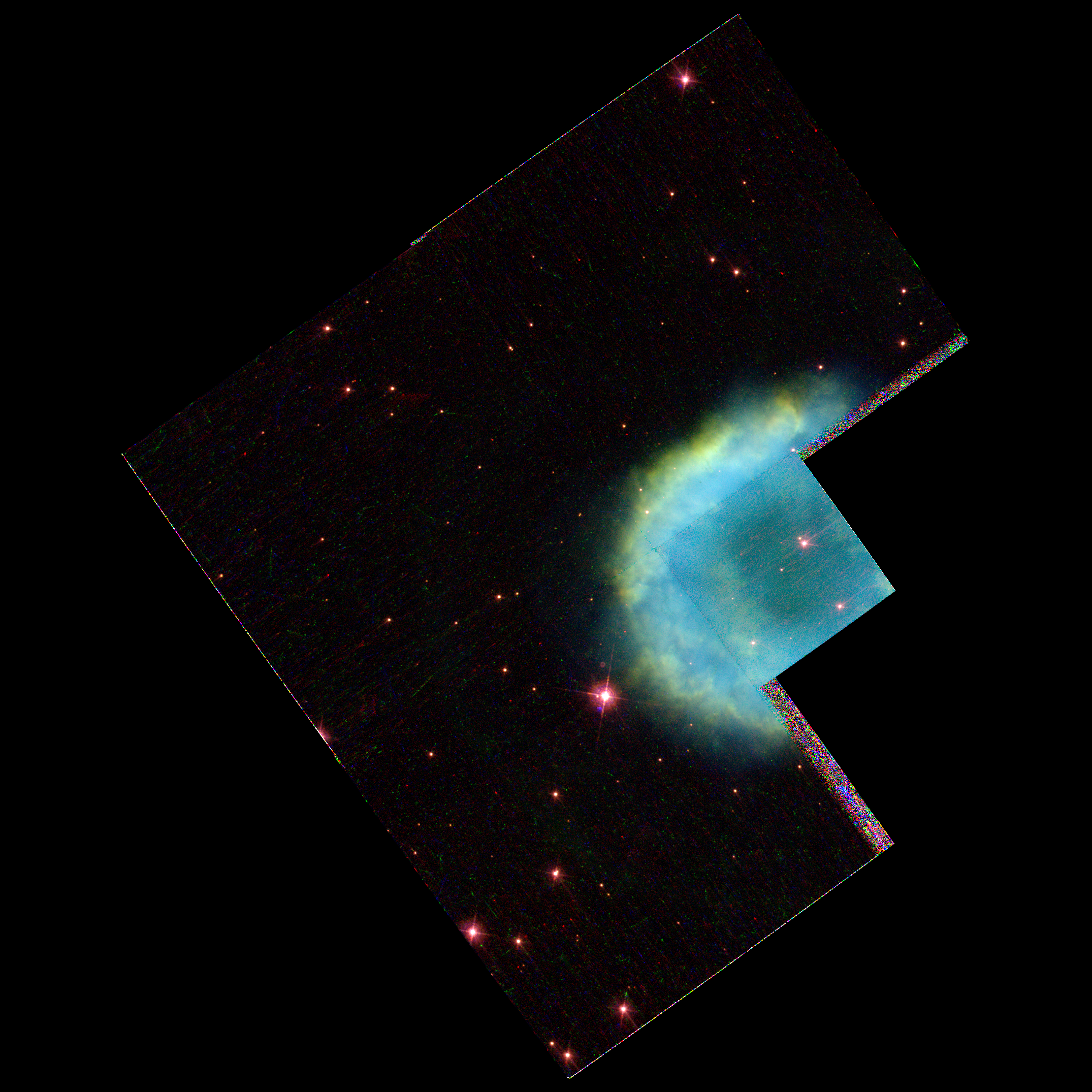
NGC 2438  (Telescopio spaziale Hubble)
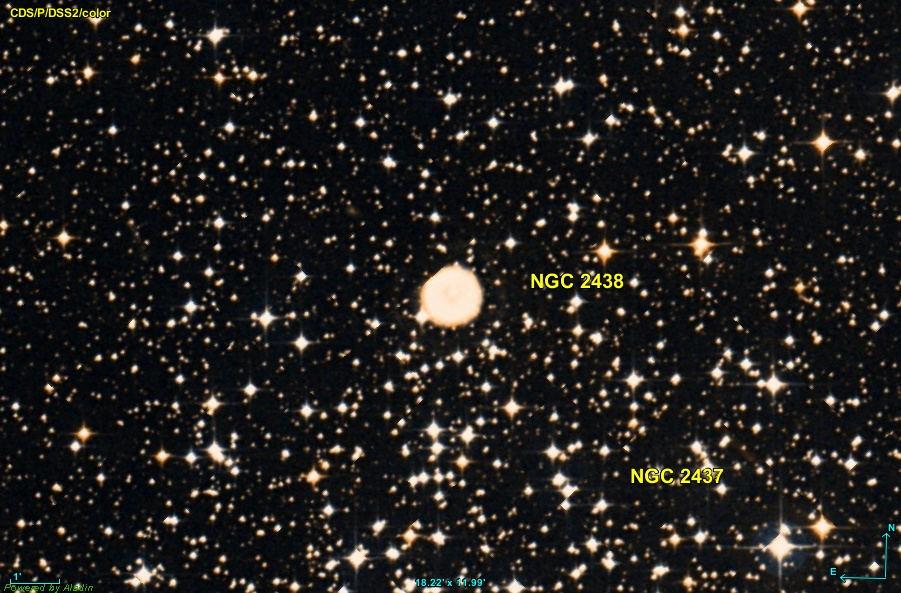
NGC 2438  (DSS)
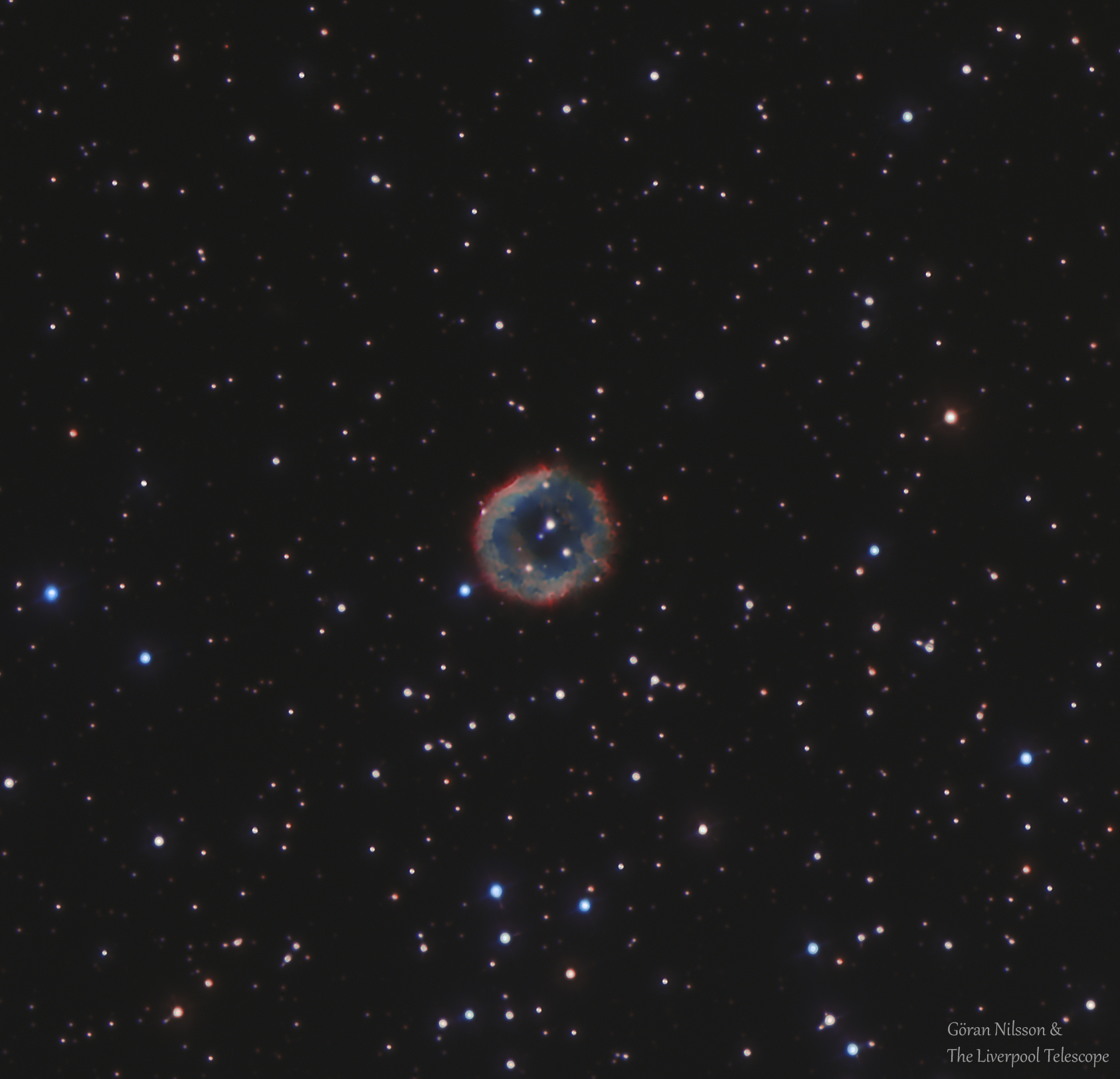
NGC 2438  (The Liverpool Telescope)

### Libri
- (EN) Stephen James O'Meara, Deep Sky Companions: The Messier Objects, Cambridge University Press, 1998, ISBN 0-521-55332-6.

### Carte celesti
- Tirion, Rappaport, Lovi, Uranometria 2000.0 - Volume II - The Southern Hemisphere to +6°, Richmond, Virginia, USA, Willmann-Bell, inc., 1987, ISBN 0-943396-15-8.
- Tirion, Sinnott, Sky Atlas 2000.0 - Second Edition, Cambridge, USA, Cambridge University Press, 1998, ISBN 0-933346-90-5.
- Tirion, The Cambridge Star Atlas 2000.0, 3ª ed., Cambridge, USA, Cambridge University Press, 2001, ISBN 0-521-80084-6.